# Вэнити
Дэниз Катрина Мэтьюз (англ. Denise Katrina Matthews, 4 января 1959, Ниагара-Фолс, Онтарио — 15 февраля 2016, Фримонт, Калифорния), более известная как Вэнити (англ. Vanity) — канадская певица, актриса и модель.
Карьера Вэнити продолжалась с начала 1980-х до середины 90-х годов. Была участницей женского трио Vanity 6, затем пела сольно, снималась в кино и для журналов. В середине 1990-х годов стала верующей и ушла из шоу-бизнеса.

## Биография

### Происхождение
Дэниз Катрина Мэтьюз родилась 4 января 1959 года в Ниагара-Фолс, Канада. Её родителями были Левиа Джеймс Мэтьюз и Хельга Сеник. Мать была польско-немецко-еврейского происхождения и родилась в Германии, а отец был афроамериканец из Уилмингтона, Северная Каролина.

### Карьера

#### 1977—1980
Дэниз Мэтьюз начинала свою карьеру на местных конкурсах красоты. В 1977 году она победила в конкурсе Мисс Ниагара, а в 1978 году принимала участие в конкурсе Мисс Канада. В 17 лет она переехала в Нью-Йорк для продолжения карьеры модели. Там подписала контракт с модельным агентством Zoli. Однако, поскольку была невысокого роста, её модельная карьера ограничивалась фотосессиями и съёмками в рекламных роликах (например, реклама зубной пасты Pearl Drops), без выхода на подиум.

#### 1980—1992
В 1980 году появилась в небольшой роли в фильме ужасов «Поезд страха», который был снят в Монреале годом ранее. В этом же году появилась в главной роли в фэнтезийном эротическом фильме «Остров Тани». В это время она снимается под именем Ди Ди Винтерс (англ. D. D. Winters). Тогда же познакомилась с Принсом на American Music Awards. Принс переименовал её в «Вэнити» (что значит «Тщеславие»), так как увидел в ней женское воплощение себя. Узнав о том, что она ещё и поёт, Принс предложил ей стать солисткой девичьей группы Vanity 6. Группа просуществовала с 1981 по 1983 годы. После Вэнити занялась сольной карьерой, а также продолжила съёмки в кино.
В это время с ней выходит фильм «Удар дракона», где также звучит её хит «7th Heaven». В 1986 году она снялась в фильме «Никогда не рано умирать» вместе с Джоном Стэймосом и Джином Симмонсом. Её самыми известными ролями стали «Подцеплен по-крупному» и «Боевик Джексон», в последнем она работала вместе с Карлом Уэзерсом, Крэйгом Нельсоном и Шэрон Стоун. С середины 80-х до начала 90-х годов Вэнити часто появлялась в качестве приглашённой звезды в различных сериалах, например «Воспоминания об убийстве», «Полиция Майами», «Горец» или «Пятница, 13-е».

### Обращение в христианство
В 1994 году у Вэнити случилась передозировка из-за кокаина и возникла серьёзная почечная недостаточность. Врачи в больнице прогнозировали, что она ещё проживёт три дня. В это время, по её словам, ей было видение, где явился Иисус и обещал спасти, но ей нужно будет отказаться от личности «Вэнити». Выписавшись из больницы, она отказалась от своего сценического имени, завершила карьеру и стала убеждённой христианкой. В 1995 году она рассказала, что выбросила все свои плёнки, а также отказалась от авторских отчислений за свою прежнюю работу, когда она была Вэнити и разорвала отношения с Голливудом. После пересадки почки в 1997 году Дэниз Мэтьюз стала выступать в церквях в Соединённых Штатах и по всему миру. В 2010 году она выпустила автобиографию «Обвиняется в тщеславии: Голливуд, ад и рай» (англ. Blame It On Vanity: Hollywood, Hell and Heaven).

### Болезнь и смерть
Из-за проблем с почками, которые были вызваны годами употребления наркотиков в те времена, когда она была звездой, она должна была проходить процедуру перитонеального диализа пять раз в день (каждый сеанс длительностью порядка 20 минут). Начала страдать от склерозирующего инкапсулирующего перитонита, это редкое осложнение перитонеального диализа. Умерла в больнице Фримонта, Калифорния 15 февраля 2016 года от почечной недостаточности в возрасте 57 лет. Была кремирована, прах был развеян у берегов Гавайских островов.

## Личная жизнь
Состояла в романтических отношениях с Принсом, Адамом Антом, Билли Айдолом. В 1987 году Вэнити заявила о помолвке с Никки Сикс, басистом из Mötley Crüe. Она тогда шутила, что теперь опять станет Vanity 6 (то есть Сикс по мужу). Никки Сикс, описывая в автобиографии 2007 года «Героиновые дневники» 1987 год, вспоминает, что пристрастился к кокаину именно в то время и употреблял его вместе с Вэнити. Впрочем, они так и не поженились. В 1995 году Дэниз Мэтьюз вышла замуж за футболиста Энтони Смита из Окленд Рэйдерс, но развелась в следующем году.

## Дискография

### Студийные альбомы
С Vanity 6:
- 1982 — Vanity 6

Сольные:
- 1984 — Wild Animal
- 1986 — Skin on Skin

### Синглы
С Vanity 6:
- 1982 — «He’s So Dull»
- 1982 — «Nasty Girl»
- 1982 — «Drive Me Wild»
- 1982 — «Make Up»

Сольные:
- 1984 — «Pretty Mess»
- 1985 — «Mechanical Emotion»
- 1986 — «Under the Influence»
- 1986 — «Animals»
- 1988 — «Undress»

### Саундтреки
- 1985 — Удар дракона — «7th Heaven»
- 1988 — Боевик Джексон — «Undress», «Faraway Eyes», «Shotgun»

## Фильмография

### Кино
- 1980 — Клондайкская лихорадка (нет в титрах)
- 1980 — Поезд страха — Мерри (в титрах указана как Ди Ди Винтерс)
- 1980 — Остров Тани — Таня (в титрах указана как Ди Ди Винтерс)
- 1985 — Удар дракона — Лора Чарльз
- 1986 — Никогда не рано умирать — Данджа Диринг
- 1986 — Подцеплен по-крупному — Дорин
- 1987 — Смертельная иллюзия — Рина
- 1988 — Боевик Джексон — Сидни Эш
- 1991 — Неоновый город — Рено
- 1993 — Южный пляж — Дженнифер Дерринджер
- 1993 — Война Фрэнка Да Винчи — Лупе
- 1997 — Поцелуй смерти — Блэр

### Телевидение
- 1987 — Детектив Майк Хаммер — Холли (серия «Green Lipstick/Mike’s Daughter»)
- 1987 — Полиция Майами — Али Ферран (серия «By Hooker By Crook»)
- 1988 — Ти энд Ти — Кей Си Морган (серия «A Secret No More»)
- 1989 — Пятница, 13-е — Анжелика (серия «The Secret Agenda of Mesmer’s Bauble»)
- 1989 — Букер — Тина Максвелл (серия «Deals and Wheels: Part 1»)
- 1990 — Воспоминания об убийстве — Кармен
- 1991 — Байки из склепа — Катрин (серия «Dead Wait»)
- 1991 — Тропическая жара — Мария (серия «Mafia Mistress»)
- 1992 — Шёлковые сети — Шантель (серия «Powder Burn»)
- 1992 — Леди Босс — Мэри Лу Морли
- 1992 — Горец — Ребекка Лорд (серия «Revenge Is Sweet»)
- 1993 — Контрудар — Сандра (серия «Muerte»)